# Jisra’el Eichler
Jisra’el Eichler (hebr.: ישראל אייכלר, ang.: Yisrael Eichler, Israel Eichler  ur. 27 marca 1955 w Jerozolimie) – izraelski dziennikarz, pisarz i polityk, w latach 2003–2005 oraz od 2011 poseł do Knesetu z listy Zjednoczonego Judaizmu Tory.

## Życiorys
Urodził się 27 marca 1955 w Jerozolimie.
Ukończył jesziwę. Jest dziennikarzem i autorem książek.
Jest członkiem Agudat Israel. W wyborach w 2003 po raz pierwszy został wybrany posłem z listy Zjednoczonego Judaizmu Tory (sojuszu jego ugrupowania i Sztandaru Tory). W szesnastym Knesecie zasiadał przewodniczył specjalnej komisji ds. petycji publicznych. 12 stycznia 2005 doszło do podziału ZJT na dwie frakcje Eichler wraz z Ja’akowem Litzmanem i Me’irem Poruszem utworzyli frakcję Agudat Israel. Nieco ponad miesiąc później – 23 lutego 2005 zrezygnował z zasiadania w parlamencie, mandat po nim objął Szemu’el Halpert.
Bezskutecznie kandydował w wyborach w 2009, jednak w składzie osiemnastego Knesetu znalazł się 6 lutego 2011, po rezygnacji Me’ira Porusza. Zasiadał w komisjach budownictwa; spraw gospodarczych oraz edukacji, kultury i sportu. W 2013 uzyskał reelekcję, a w XIX Knesecie był członkiem komisji spraw wewnętrznych i środowiska. W wyborach w 2015 ponownie uzyskał mandat poselski. W dwudziestym Knesecie był zastępcą przewodniczącego i przewodniczył specjalnej komisji ds. petycji publicznych. Był członkiem czterech komisji stałych: organizacyjnej; budownictwa; pracy, opieki społecznej i zdrowia oraz zatwierdzania sędziów sądów rabinackich, a także czterech komisji specjalnych i czterech podkomisji. 9 stycznia 2019 doszło do rozłamu w Zjednoczonym Judaizmie Tory. Eichler, Ja’akow Litzman i Menachem Eli’ezer Mozes utworzyli frakcję Agudat Israel. W kwietniowych wyborach obie partie ortodoksyjne ponownie utworzyły sojusz, a Eichler uzyskał reelekcję. W dwudziestym pierwszym Knesecie ponownie był zastępcą przewodniczącego i zasiadał w komisji organizacyjnej oraz spraw zagranicznych i obrony.

## Życie prywatne
Jest zwolennikiem chasydzkiej dynastii Belz.
Jest żonaty i ma czternaścioro dzieci.